# Jiří Lehečka
Jiří Lehečka (Mlada Boleslav, 8 de novembro de 2001) é um tenista profissional tcheco. Atualmente é o nº 34 do ranking ATP.
Conquistou seu primeiro título do ATP Tour na edição de 2024 do torneio de Adelaide, o que o levou a vigésima terceira posição do ranking mundial de simples.